# Czesław Siekierski
Czesław Adam Siekierski (ur. 8 października 1952 w Stopnicy) – polski polityk i ekonomista, doktor nauk ekonomicznych, poseł na Sejm III, IV, IX i X kadencji, deputowany do Parlamentu Europejskiego V, VI, VII i VIII kadencji, w latach 2001–2003 wiceminister rolnictwa, w latach 2023–2025 minister rolnictwa i rozwoju wsi w trzecim rządzie Donalda Tuska.

## Życiorys
Ukończył studia na Wydziale Rolniczym Szkoły Głównej Gospodarstwa Wiejskiego w Warszawie, na tej samej uczelni na Wydziale Ekonomiki Rolnictwa uzyskał stopień doktora w zakresie ekonomii.
Od 1971 do 1977 działał w Związku Młodzieży Wiejskiej. W latach 1981–1982 był kierownikiem wydziału organizacyjnego Naczelnego Komitetu Zjednoczonego Stronnictwa Ludowego. Od 1994 do 1998 pełnił funkcję dyrektora Fundacji Programów Pomocy dla Rolnictwa (FAPA). W latach 1997–2004 sprawował mandat poselski na Sejm III i IV kadencji z listy Polskiego Stronnictwa Ludowego. We władzach swojej partii objął funkcję wiceprzewodniczącego Rady Naczelnej PSL.
Od 2001 do 2003 zajmował stanowisko sekretarza stanu w Ministerstwie Rolnictwa i Rozwoju Wsi. W latach 2003–2004 był obserwatorem w Europarlamencie, następnie po akcesji Polski do UE od maja do lipca 2004 deputowanym V kadencji. W wyborach w tym samym roku został wybrany na posła do Parlamentu Europejskiego VI kadencji z ramienia PSL w okręgu krakowskim. Przystąpił do grupy Europejskiej Partii Ludowej – Europejskich Demokratów oraz Komisji Rolnictwa i Rozwoju Wsi i Komisji Rybołówstwa PE. W 2009 skutecznie ubiegał się o reelekcję. W VII kadencji został członkiem frakcji chadeckiej, a także wiceprzewodniczącym Komisji Rolnictwa i Rozwoju Wsi. W 2014 ponownie zdobył mandat posła do Parlamentu Europejskiego. W VIII kadencji został przewodniczącym Komisji Rolnictwa i Rozwoju Wsi (AGRI). W wyborach do Parlamentu Europejskiego w 2019 bezskutecznie ubiegał się o reelekcję z listy Koalicji Europejskiej jako reprezentant PSL.
W wyborach parlamentarnych w tym samym roku z ramienia ludowców uzyskał natomiast mandat posła na Sejm IX kadencji z okręgu kieleckiego, otrzymując 12 745 głosów. W wyborach w 2023 z powodzeniem ubiegał się o poselską reelekcję z listy koalicji Trzecia Droga (z wynikiem 21 916 głosów).
12 grudnia 2023 Sejm X kadencji wybrał go na urząd ministra rolnictwa i rozwoju wsi w trzecim rządzie Donalda Tuska. Następnego dnia został przez prezydenta RP Andrzeja Dudę powołany na to stanowisko. Urząd ministra sprawował do 24 lipca 2025.

## Wyniki w wyborach ogólnopolskich
| Wybory | Komitet wyborczy                   | Komitet wyborczy           | Organ                            | Okręg          | Wynik          |
| ------ | ---------------------------------- | -------------------------- | -------------------------------- | -------------- | -------------- |
| 1997   |                                    | Polskie Stronnictwo Ludowe | Sejm III kadencji                | nr 18          | 6785 (1,99%)   |
| 2001   | Sejm IV kadencji                   | Polskie Stronnictwo Ludowe | nr 33                            | 6159 (1,43%)   |                |
| 2004   | Parlament Europejski VI kadencji   | Polskie Stronnictwo Ludowe | nr 10                            | 21 778 (3,00%) |                |
| 2009   | Parlament Europejski VII kadencji  | Polskie Stronnictwo Ludowe | nr 10                            | 33 559 (3,60%) |                |
| 2014   | Parlament Europejski VIII kadencji | Polskie Stronnictwo Ludowe | nr 10                            | 27 843 (3,04%) |                |
| 2019   |                                    | Koalicja Europejska        | Parlament Europejski IX kadencji | nr 9           | 38 052 (5,10%) |
| 2019   |                                    | Polskie Stronnictwo Ludowe | Sejm IX kadencji                 | nr 33          | 12 745 (2,24%) |
| 2023   |                                    | Trzecia Droga              | Sejm X kadencji                  | nr 33          | 21 916 (3,32%) |

## Odznaczenia
W 1997 odznaczony Krzyżem Kawalerskim Orderu Odrodzenia Polski.